# چوپان دروغگو (فیلم ۲۰۱۵)
چوپان دروغگو (انگلیسی: The Boys Who Cried Wolf; کره‌ای: 양치기들) همچنین با نام چوپان (انگلیسی: The Shepherd) نیز شناخته می‌شود، یک فیلم درام دلهره‌آور جنایی سال ۲۰۱۵ کره جنوبی به نویسندگی و کارگردانی کیم جین هوانگ است و داستان یک بازیگر سابق را به تصویر می‌کشد که درگیر یک پرونده قتل می‌شود. این فیلم نخستین بار در بیستمین جشنواره بین‌المللی فیلم بوسان در سال ۲۰۱۵ به نمایش درآمد و جایزه دی‌جی‌کی را برنده شد.